# Habitat 76
Habitat 76 est un Office Public de l’Habitat (OPH), rattaché au Département de la Seine-Maritime qui gère près de 30 000 logements sur le territoire départemental et loge environ 90 000 résidents.  
Au 31 décembre 2021, habitat 76 compte 800 collaborateurs, dont les équipes de terrain, qui représentent 2/3 de l'effectif.

## Identité visuelle
Le logo visuel actuel de habitat 76 est composé d'éléments verbeux et d'un pictogramme. Le logo s'accompagne parfois d'un slogan à destination des institutions et du grand public: « construire et vivre ».

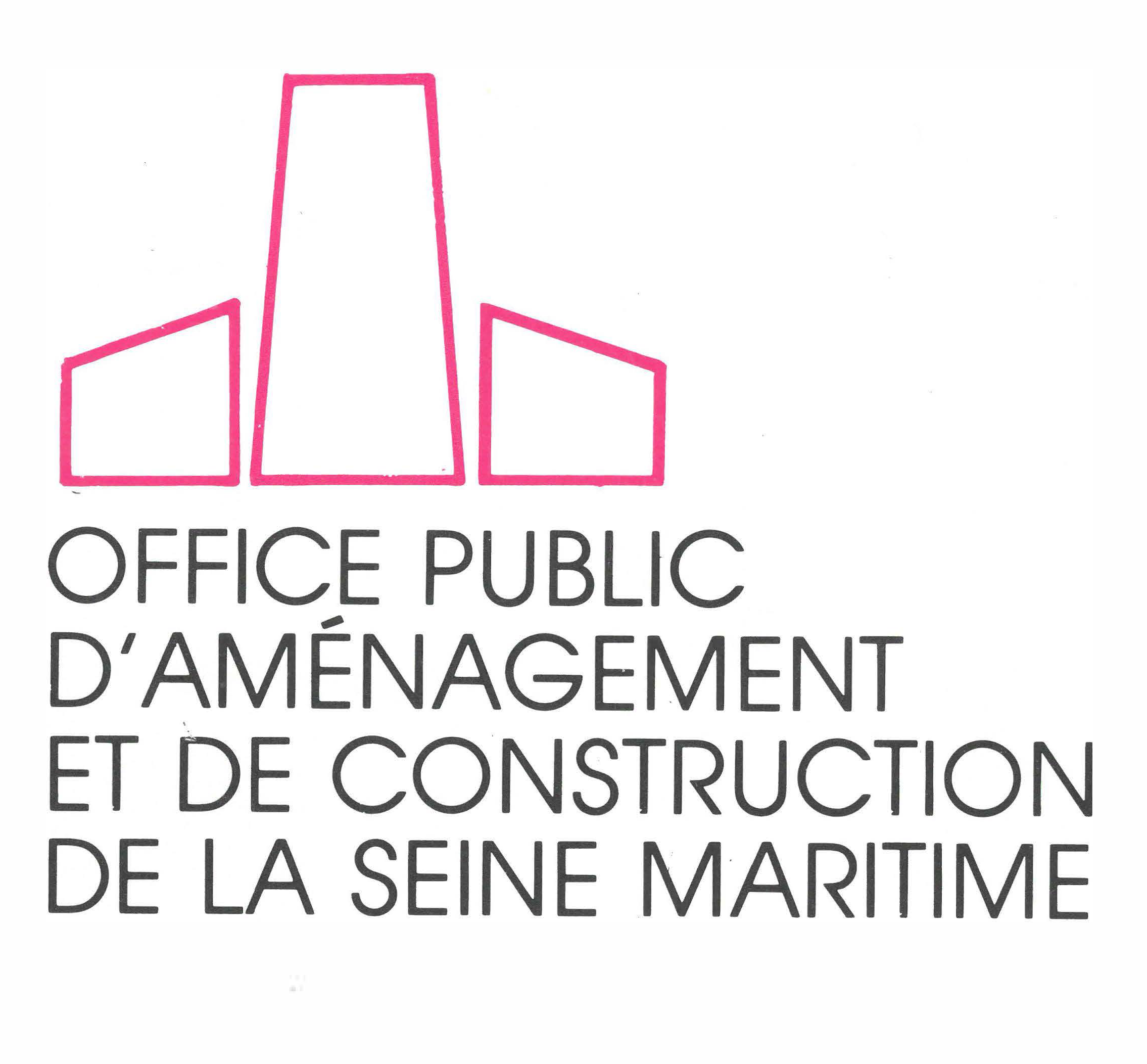
Logo Office Public d'Aménagement et de Construction de la Seine-Maritime
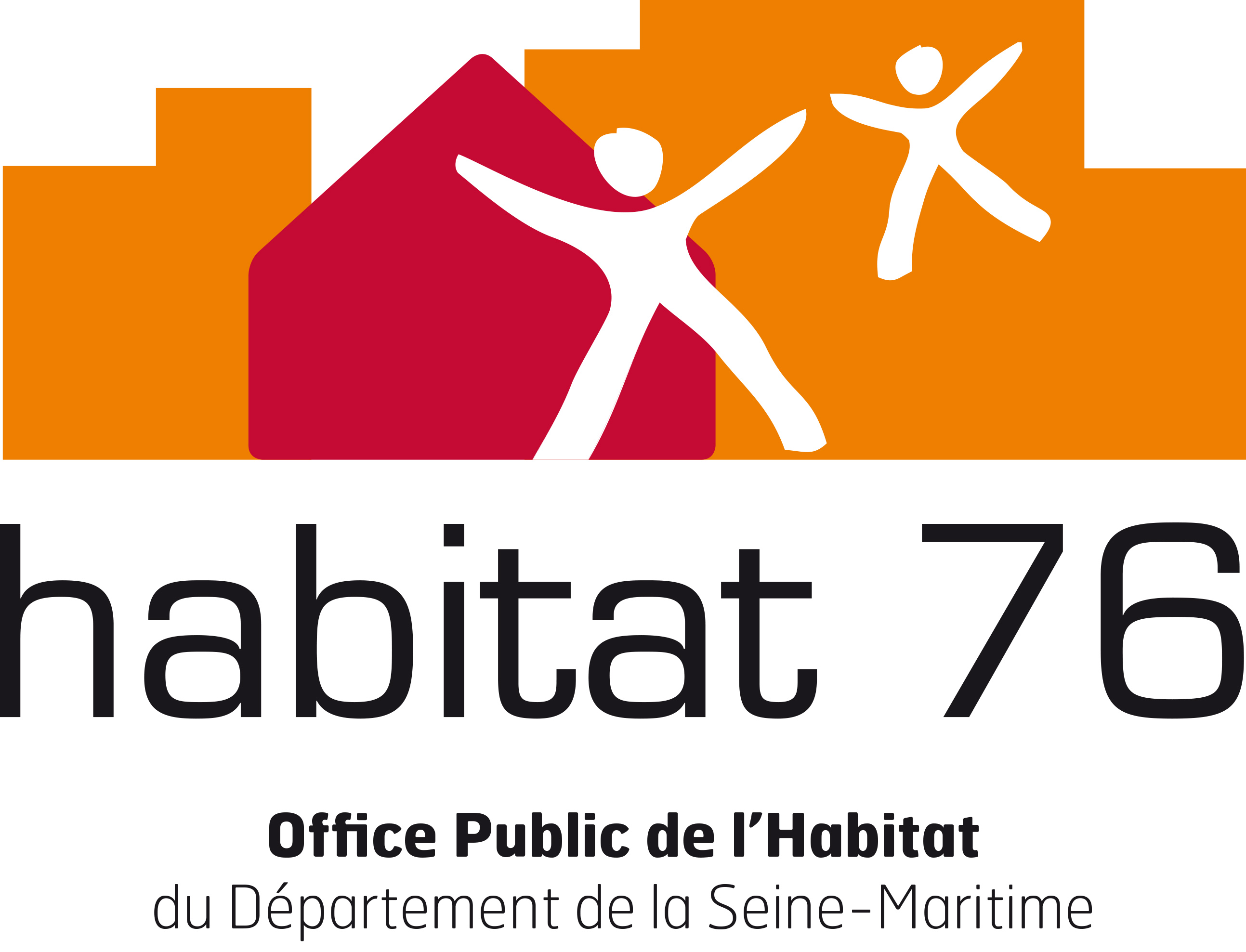
Logo habitat 76 utilisé jusqu'en 2018
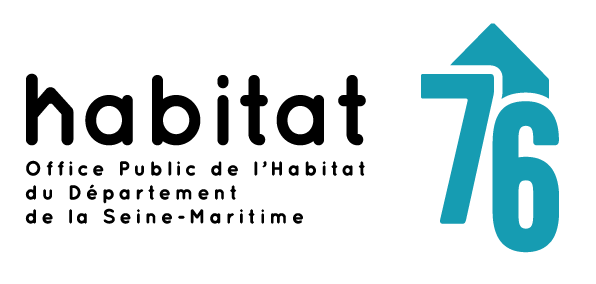
Logo actuel de habitat 76

## Organisation

### Métiers
L'organisation d'habitat 76 s'articule autour de 4 directions:
Direction du Développement Durable du Patrimoine ;
Direction Administrative et Financière ;
Direction des Politiques Territoriales et Sociales ; 
Direction de la Responsabilité Sociétale d’Entreprise.

### Historique des présidents de habitat 76
Paul Laborde Noguez (1920-1923) ;
Charles Deschamps (1923-1936) ;
Roger Lazard (1936-1938) ;
Paul Guillard (1938-1946) ;
Paul Vauquelin (1946-1967) ;
Robert Lenoble (1967-1970) ;
André Martin (1970-1994) ;
Charles Revet (1994-2004) ;
Didier Marie (2004-2015) ;
Pascal Martin (2015-2019) ;
André Gautier (depuis 2019).

### Historique des directeurs généraux de habitat 76
Robert Faucon (1951–1981) ;
André Dulieu (1982–1988) ;
Henri Griveau (1988 –1992) ;
Jean-François Dez (1993–2001) ;
Bernard Marette (2001–2015) ;
Eric Gimer (depuis 2015)

### Organes de décision
Les organes de décision d'Habitat 76 comprennent :
Le Conseil d’Administration constitué de 23 membres ;
La Commission d’Attribution des Logements et d’Examen d’Occupation des Logements ;
La Commission d’Appel d’Offre ;
La Direction Générale ;
Le Comité de Direction ;
Le Comité de Performance ;
Le Comité d’Engagement ;
Le Comité Social et Économique ;
Le Conseil Central de Concertation Locative.

## Chiffres clés 2021
Nombre de logements: 29 891 logements locatifs sociaux ;
Nombre de constructions neuves: 142 logements livrés ;
Nombre de réhabilitations: 1 856 logements ;
Nombre de collaborateurs: 794 Équivalent Temps Plein en moyenne sur l’année.